# Rhyothemis phyllis
Rhyothemis phyllis is een libellensoort uit de familie van de korenbouten (Libellulidae), onderorde echte libellen (Anisoptera).
De wetenschappelijke naam Rhyothemis phyllis is voor het eerst geldig gepubliceerd in 1776 door Johann Heinrich Sulzer.